# 索夫帕
50°46′32″N 26°56′23″E / 50.77556°N 26.93972°E
索夫帕（烏克蘭語：Совпа），是烏克蘭西北部的村莊，隸屬里夫內州的里夫內區。該村始建於1629年，面積0.67平方公里，海拔高度197米，2001年人口298，人口密度每平方公里444.8人。